# Persiano (gatto)

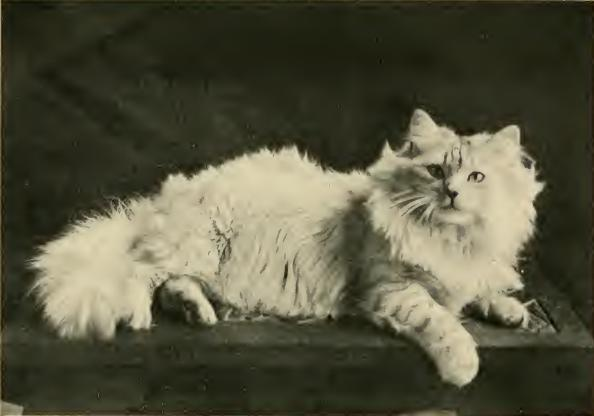
Argent Glorious Everybody's Cat book- New York, 1909

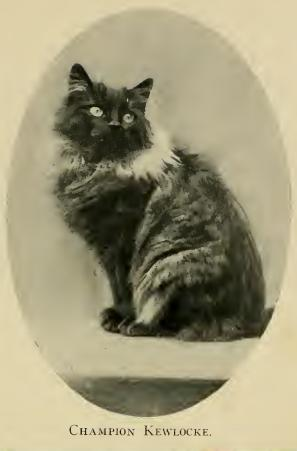
Champion Kewlocke Everybody's Cat book- New York, 1909

Il gatto persiano è un gatto domestico, originario dell'Asia Minore. I primi esemplari furono portati in Europa nel 1626 da Pietro Della Valle. Alla razza fu dato il nome di gatto d'angora o, stranamente, di gatto francese. Quando poi, successivamente, dall'Iran venne importata una varietà di gatti più piccoli e tarchiati e con il pelo lungo, venne creata la razza persiana.
Quando nel 1871 fu organizzata la prima grande esposizione felina, dall'inglese Harrison Weir, il Persiano ricevette più riconoscimenti e da allora iniziarono i primi progetti di selezione.
Questo tipo di gatto – ora esclusivamente d'appartamento – era molto apprezzato nell'età vittoriana: si dice, senza avere conferme, che la Regina Vittoria ne possedeva bellissimi esemplari di colore bianco. 
Molti sono gli allevamenti di questa specie. Il lungo e fluente pelo è il suo fascino e la sua bellezza, la colorazione del manto consta di circa duecento combinazioni di colori: fra le più diffuse, quelle a colori solidi (bianco, crema, nero, blu, cioccolato, lilla e rosso) e, per il tipo tortie, tonalità a squama di tartaruga di colore nero o blu-crema, ma anche cioccolato o lilla.
La Fédération Internationale Féline (FIFE)  ha diviso in 3 gruppi il gatto persiano, scegliendo per ogni gruppo una ripartizione di colore: il persiano bicolore con due terzi di colore solido e un terzo di bianco; il persiano arlecchino ha cinque sesti di mantello bianco mentre il colore copre un sesto della superficie; il persiano van con chiazze di colore solo sulla testa e sulla coda.

## Caratteristiche fisiche

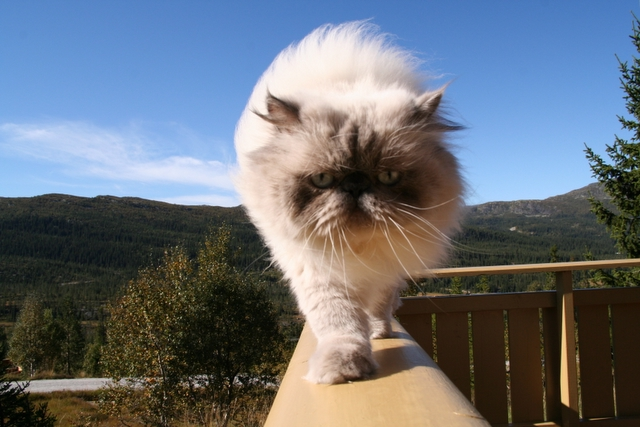

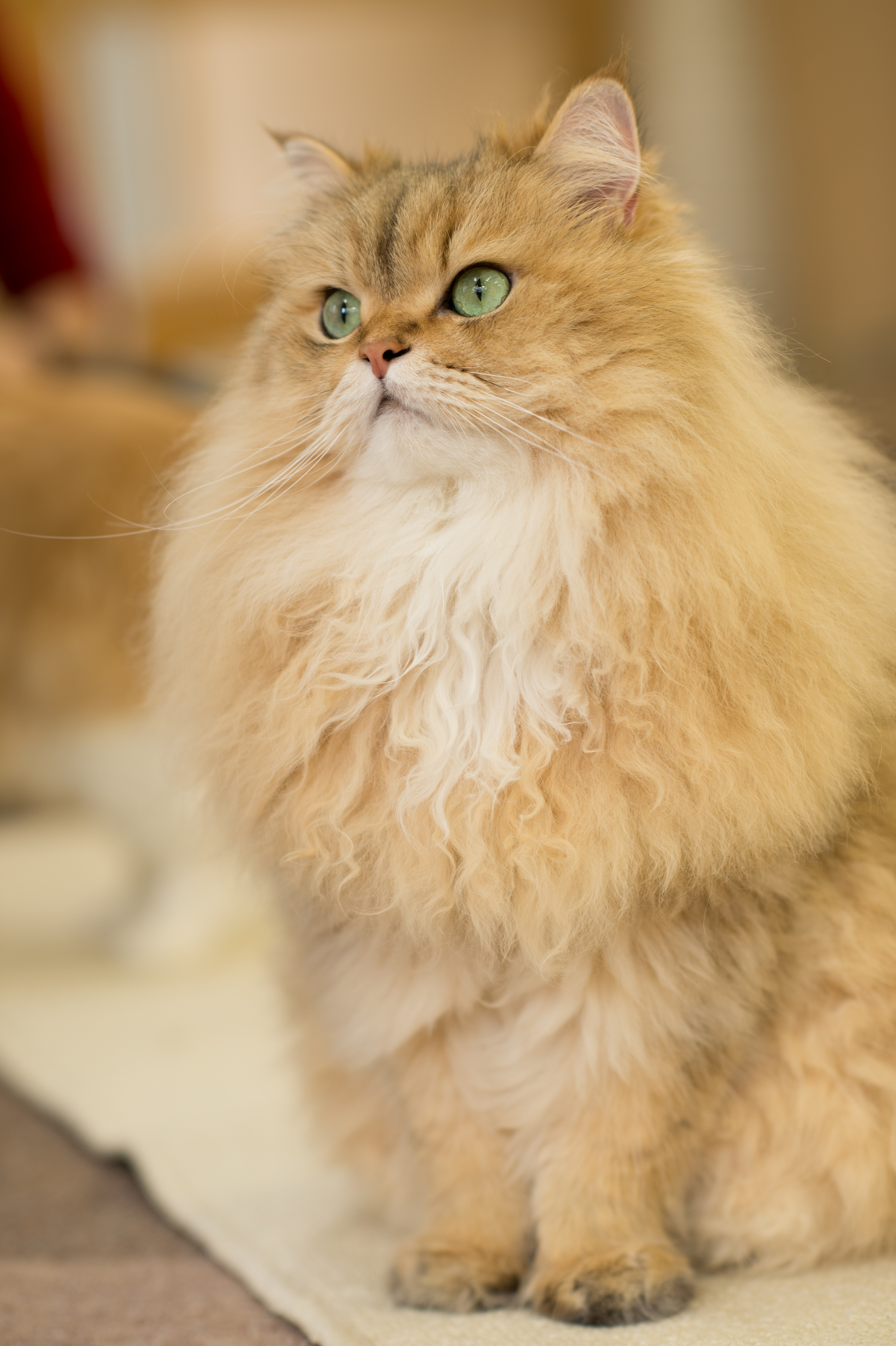

Il corpo del gatto, dal portamento aristocratico e flemmatico, è sodo e massiccio; ha le zampe corte e tozze e i piedi larghi e rotondi. Il suo muso è arrotondato e si presenta schiacciato, con il naso infossato e con grandi occhi tondi molto colorati ed espressivi, le cui tonalità variano dall'arancio all'azzurro, al verde, al blu, con qualche eccezione per alcuni che possono avere un occhio arancio e uno blu. Il difetto degli esemplari con gli occhi blu è che hanno la tendenza a diventare sordi, queste caratteristiche si presentano nei soggetti bianchi. Ha orecchie piccole.
Il gatto persiano richiede molta cura per via del suo lungo pelo: infatti va pettinato tutti i giorni e lo stesso vale per la pulizia degli occhi, per via della copiosa lacrimazione causata dalla conformazione del naso infossato che non gli permette lo scarico del muco (nel persiano ipertipico). Il pelo arriva a misurare circa 20 cm.
I maschi sono molto più grandi delle femmine: i primi arrivano a pesare circa 6 kg e mezzo; le femmine pesano intorno a 3,5 Kg.
Esistono due diverse varietà di gatto persiano: il "normotipo", detto anche doll face, che è quello "vecchio tipo", in cui il profilo è ancora sporgente rispetto agli occhi e quello "ipertipico", in cui le caratteristiche tipiche del persiano, come il muso schiacciato, sono esasperate e potenzialmente problematiche per la salute del gatto.

## Carattere

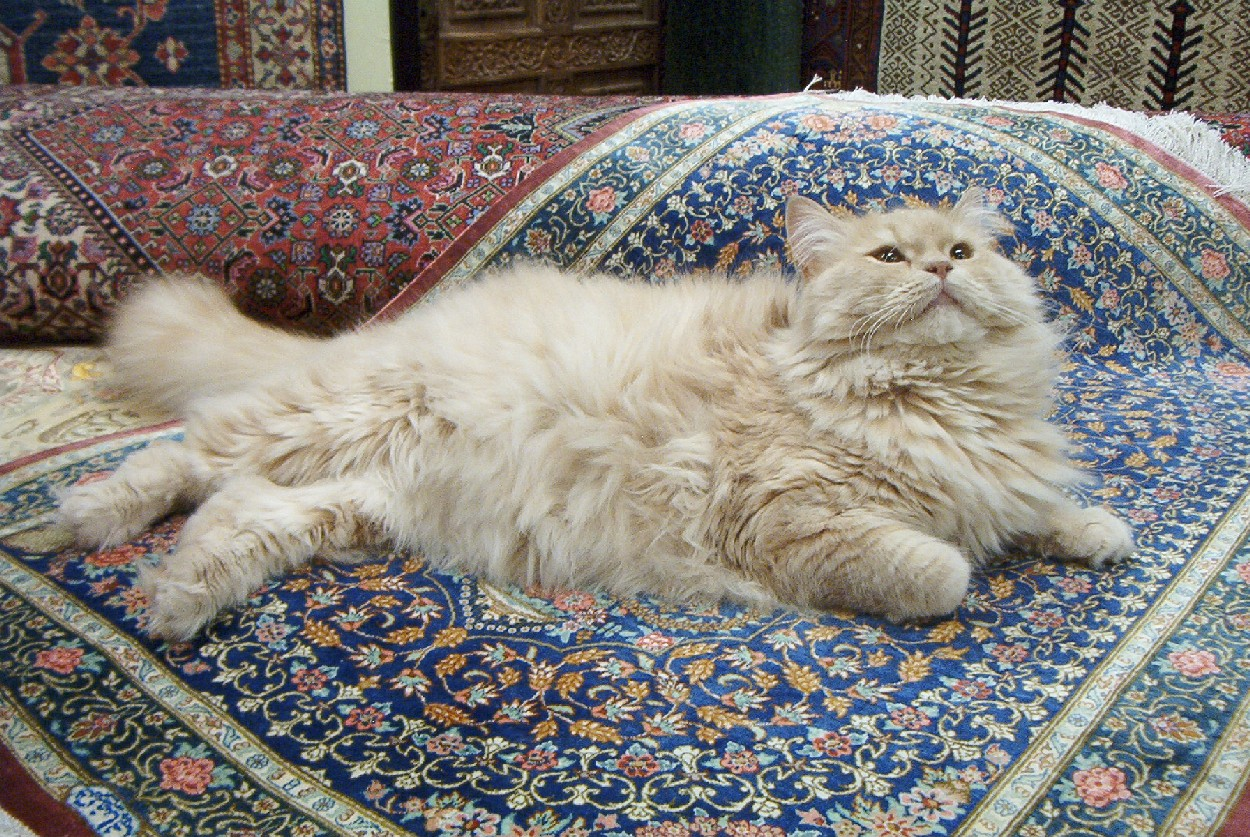
Gatto persiano beige

Dotati di carattere docile e pacifico, i gatti persiani sono molto affettuosi e particolarmente adatti alla compagnia. Non necessitano di grandi spazi in quanto passano la maggior parte del giorno spostandosi flemmaticamente da una stanza all'altra e dormendo su ogni divano o poltrona di casa.

## I colori del persiano

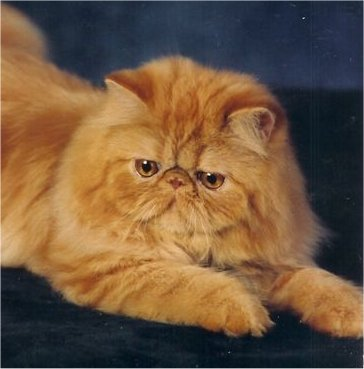
Esemplare red tabby

Il gatto persiano è accettato in duecento colorazioni, che variano per pezzature e per disegni. Colori principali: tutti i colori solidi, tabby, chinchillà, parti-colour, colourpoint, bicolore, smoke.
Oltre al persiano "classico", ne esistono altre due varianti: l'himalayano, dalla colorazione "pointed" (simile al siamese) e l'exotic shorthair dal pelo corto, ma con le stesse caratteristiche e colorazioni ed un carattere più vivace.

## Galleria d'immagini

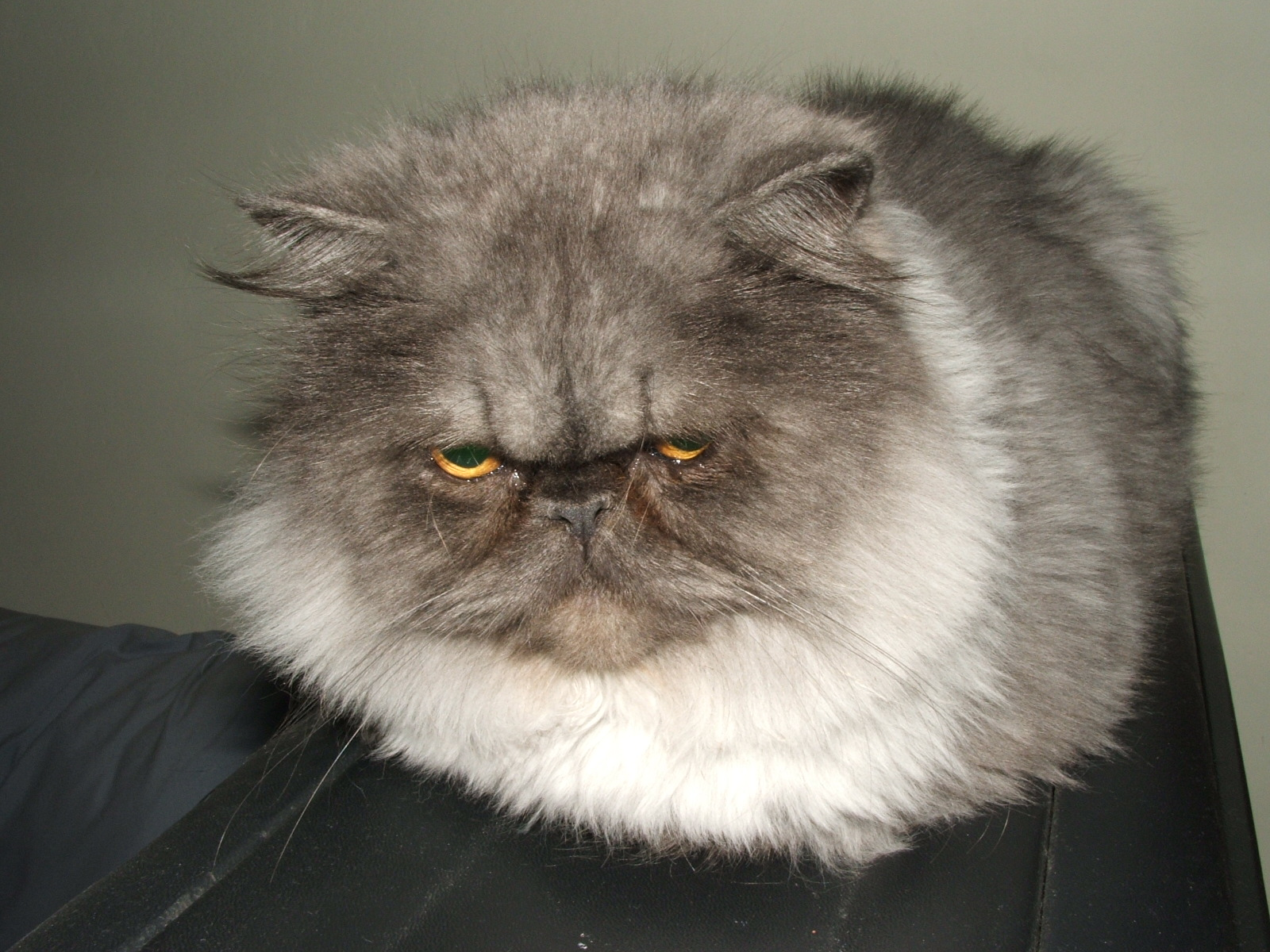
Esemplare di gatto persiano dal pelo "blu smoke"
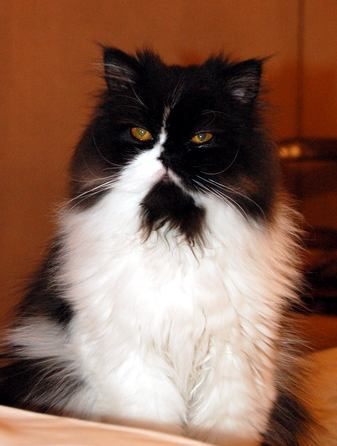
Un esemplare bicolore
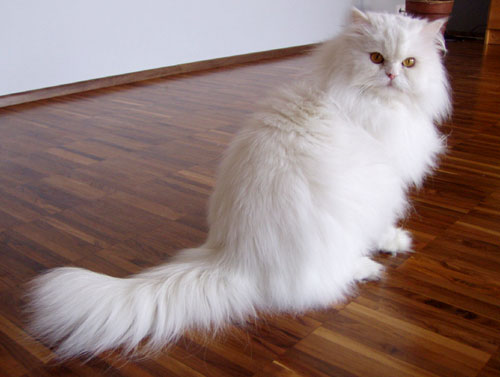
Gatto persiano bianco
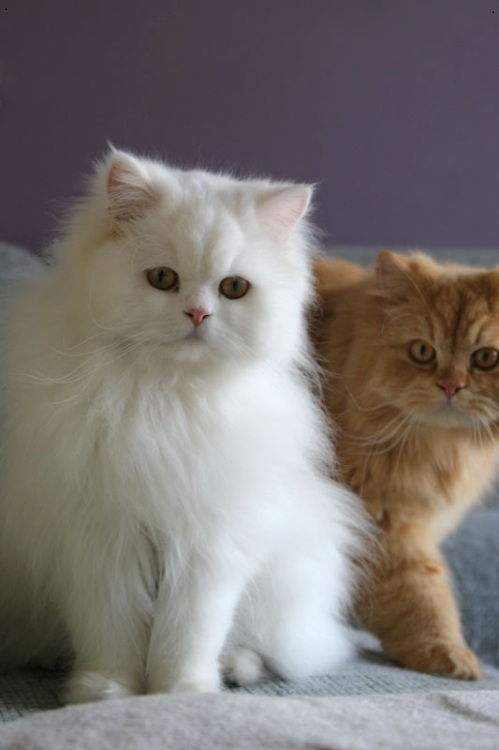
Giovani persiani
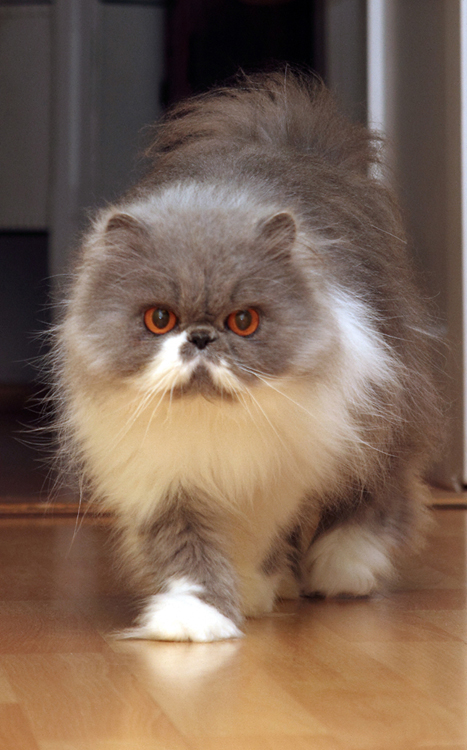
Gatta persiana blupoint
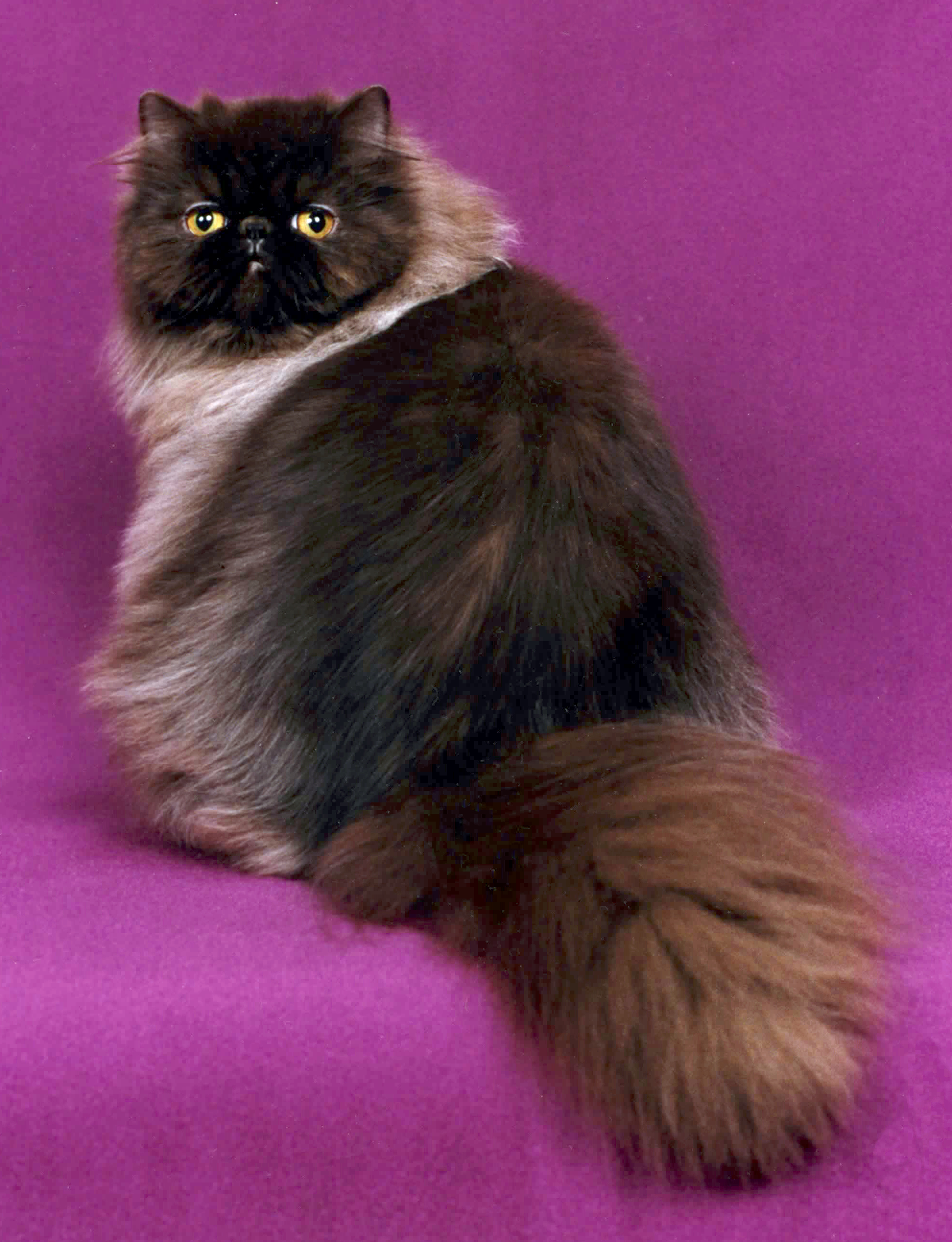
Persiano Chocolate
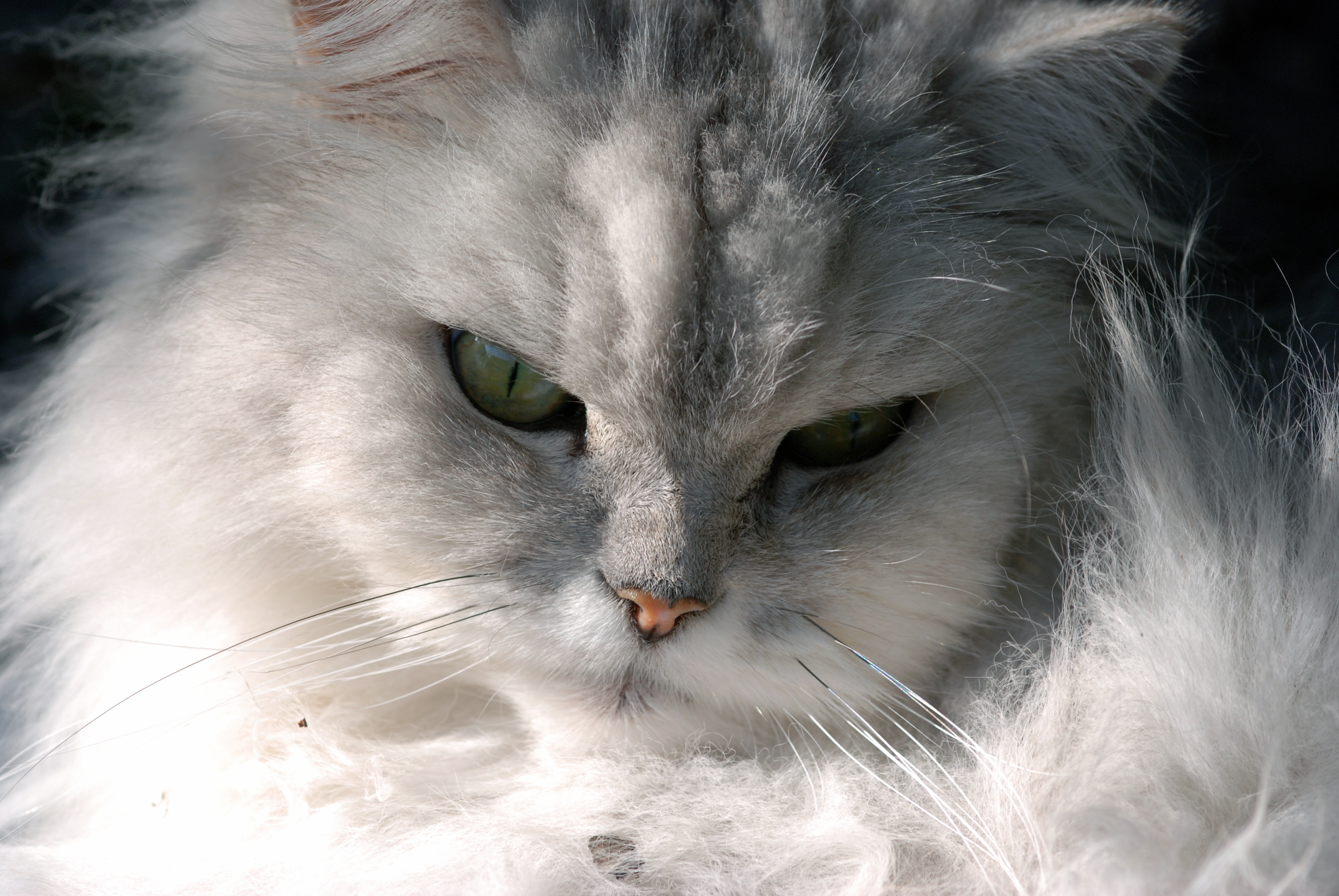
Persiano Chinchilla